# Hans Striefler
Hans Striefler (* 23. Mai 1907 in Hannover; † 27. April 1998) war ein deutscher Politiker (SPD) und Mitglied des Niedersächsischen Landtages.

## Leben
Nach dem Besuch der Mittelschule absolvierte Striefler eine Klempner- und Installateurlehre. Nach dreijähriger Tätigkeit als Handwerker holte er sein Abitur als Werkschüler nach. 1923 wurde er Mitglied der Sozialistischen Arbeiterjugend und der Freien Gewerkschaften. Seit 1936 war er zunächst als technischer Angestellter und später als Techniker bis 1947 beschäftigt. Im Jahr 1947 wurde er Bezirkssekretär der SPD und Geschäftsführer des Landesausschusses der SPD in Niedersachsen. Dieses Amt hatte er bis 1972 inne. 
Von 1946 bis 1952 war Striefler Mitglied des Rates der Stadt Hannover und von 1951 bis 1974 (2. bis 7. Wahlperiode) Mitglied des Niedersächsischen Landtages.

## Ehrungen
Striefler wurde das Große Verdienstkreuz des Verdienstordens der Bundesrepublik Deutschland und das Große Verdienstkreuz des Niedersächsischen Verdienstordens verliehen. Er war Träger der Niedersächsischen Landesmedaille.